# Peter der Wachtelsack
Peter der Wachtelsack (* im 13. Jahrhundert; † nach 1309) war ein Spielmann, der zur Zeit des Hochmittelalters in Westungarn lebte. Von ihm ist nur ein einziges Werk, die Wachtelmäre, bekannt.
Außer diesem Spielmannslied existieren nur noch sehr wenige weitere Zeugnisse seines Lebens, zum Beispiel in der Steirischen Reimchronik Ottokars aus der Gaal, wo er im Zuge der Güssinger Fehde als Bote der Güssinger auftritt. Dabei hatte er offenbar Vollmachten, um eigenständig über den Frieden zu verhandeln. Ein zweites Mal in der Reimchronik ist er erwähnt als Überbringer eines Briefes an den österreichischen Herzog.
Durch seinen Aufstieg vom königlichen Trompeter zum Notar und Gesandten gelangte er zu beträchtlichem Besitz. Seine Tochter heiratete in den westungarndeutschen Adel ein. Nordwestlich der Burg Schwarzenbach tritt der Flurname Wachtelleiten zweimal auf, der auf ihn zurückgehen könnte.
Die Wachtelmäre wurde von ihm vermutlich als junger Spielmann um die Mitte des 13. Jahrhunderts gedichtet, sein letztes urkundliches Aufscheinen datiert 1309.